# Петриківка (Дніпровський район)
Петрикі́вка — село в Україні, у Новопокровській селищній громаді Дніпровського районі Дніпропетровської області. Населення — 818 мешканців.

## Географія
Село Петриківка знаходиться за 5 км від лівого берега річки Комишувата Сура, на відстані 1 км від села Лугове і селища Тихе. По селу протікає пересихаючий струмок з загатою.

## Назва
Раніше також називалося Лугові (Лукові) Хутори.

## Історія
Село Петриківка засноване в 1778—1780 роках.
1989 року за переписом тут мешкало приблизно 860 осіб.

## Населення
Згідно з переписом УРСР 1989 року чисельність наявного населення села становила 736 осіб, з яких 342 чоловіки та 394 жінки.
За переписом населення України 2001 року в селі мешкало 816 осіб.

### Мова
Розподіл населення за рідною мовою за даними перепису 2001 року:
| Мова                | Відсоток |
| ------------------- | -------- |
| українська          | 97,07 %  |
| російська           | 2,32 %   |
| інші/не визначилися | 0,61 %   |

## Економіка
- ФГ «Сонячне».

## Об'єкти соціальної сфери
- Школа I—II ст.
- Дитячий садочок.

## Пам'ятки
- Олександропільський курган (Лугові могили), який відноситься до ІІІ століття до н. е.

## Інтернет-посилання
- Погода в селі Петриківка